# Ставне
Ставне́ — село в Україні, у Ставненській сільській громаді, Ужгородського району, Закарпатської області. Населення становить 1623 особи (на 2001 рік). Адміністративний центр Ставненської сільської громади.

## Географія
Село розташоване в гірській частині долини річки Уж. Залізнична станція Ставне.
Частини села: Лубенський потік (налічує 5 дворів), Вишній Кінець, Нижній Кінець, Платок (частина села, що розташована за річкою), Наберезі (6 дворів, розміщених на підвищені), Лісковець (частина села, яка простяглася від центральної дороги всередині лісу, а перед масивом лісу росте багато кущів ліщини, яку в народі називають «ліска»).
Поля, землі: Копанини (гірський схил, на якому росло багато чагарників, люди їх вирубували, спалювали, копали вручну і від цього пішла назва поля); Кам'яний (на цьому полі зосереджено багато каміння), Межипотоками  (урочище між двома потоками), Ставенський (місцевість, де були побудовані перші будинки села Ставне), Горбки (місцевість на великому підвищенні, яке простягається до підніжжя гірського хребта).
Схили гір покриті лісами: грабовими, буковими, хвойними. Від назви самих вершин, які покриті лісами походять назви урочищ, лісів: Ріг (низька вершина гір, розташована неподалік села), Бескідець (гірський масив, трохи вищий, ніж Ріг), Черемха (найвища гора цієї місцини — полонина), Віщанський Верхь (дістав назву як вододільний хребет між двома селами Ставне і ВишкаВишка (Україна)). Навколо села переважають не полонини, а гірські луки.
Потоки: Лісковець (назва походить від частини села), Глибокий (від назви місцевості; по обидва боки потоку піднімаються схили горбів), Лубенський (бере початок у селі ЛубняЛубня (Ужгородський район)).

## Історія
Перша письмова згадка про село Zthawna відноситься до 1567 року, що свідчить, про його заснування у 50-х роках XVI століття. В тому ж 1567 році у селі проживали 4 родини. Інші згадки: 1727-Sztavna, 1739-та 1851-Sztavna, 1913-Fenyvesvölgy.
З кінця XVII століття село входить до складу володінь графа Верчені. Основним видом діяльності в селі було тваринництво, розводили велику рогату худобу, овець та свиней: вирощували овес та жито. З 1711 року село входить до складу Ужгородської домінії. У 1750 році у Ставному налічувалося 25 господарств, а всього дорослого населення 80 осіб. Були в селі і лихварі, про яких говорили, що вони за борг «от 3-х флоринів за один рок одне ягня отбирают». В другій половині XVIII століття кріпаки Ставного давали дев'ятину від пряжі, або 3 снопи конопель, дев'ятину від польового урожаю або 4 флорини на рік від наділу, та відробляли по 104 дні панщини кожного року. Крім цього, вони були зобов'язані вивозити з лісів домінії деревину, виготовляти дранку, а також взимку утримувати казенні вівці. Якщо вівця гинула, що було частим явищем, селянин повинен був платити за неї 1 флорин 59 крейцерів. Наприкінці століття замість зимівлі овець кріпаки мусили відробляти по 6 днів панщини або давати відповідну кількість сіна чи грошей. Опріч податків на користь казенної домінії, селяни також сплачували коблину та відбували роковину.
Жорстока експлуатація не могла не викликати різкого незадоволення селян. В 1791 році жителі села скаржилися австрійському імператору Леопольду II на своє важке становище.
На початку XIX століття мешканці Ставного, де вже налічувалося 30 дворів, користувалися 11 наділами малопридатної для обробітку землі, яка не могла прогодувати селянина і півроку. їм належало 10 волів, 12 корів, 12 телят, 1 кінь, 1 лоша і 9 свиней. Через нестачу тягла ґрунти оброблялися погано, виснажувалися. Домінія примушувала кріпаків щорічно відробляти по 1007,5 дня з тяглом, або 2015 днів без тягла, здавати дев'ятину від урожаю (або відпрацювати додатково 465 днів), 20 іц топленого масла, 38 каплунів і стільки ж курок, 232 яєць, нарубати 20 сажнів дров та сплатити 29 форинтів податку. Рік у рік панщина збільшувалась. Уже в 1829 році кріпаки відробили 5247 днів. У зв'язку з тим, що біля Ставного не було орних земель, селян примушували заготовляти ліс, займатися виробництвом дранки, поташу тощо. Іноді їх виганяли на різні роботи до Ужгорода або Великого Березного, не забезпечуючи ні транспортом, ні харчами. Але найбільше використовувалася праця селян Ставного на виробництві поташу. Тільки за 1823—1831 рр. кріпаки випалили його 3270 цнт, за що домінія одержала тисячі форинтів чистого доходу.
Під час війн Австрії з Наполеоном визиск селян збільшився, оскільки вони постачали до війська не лише рекрутів, а також коней, продукти харчування, фураж тощо. У 1811 році, наприклад, крім грошового податку, жителі Ставного здали військовій владі 165 хлібин, 67 цнт вівса і 75 возів сіна.
У матеріалах медичного обстеження першої половини XIX століття 18 верховинських сіл, в тому числі і Ставного, зазначено, що в кожній оселі є хворі, бо населення мало вживає доброякісних продуктів, харчується вівсом та картоплею, а тому надзвичайно виснажене й голодне, і ліки йому вже не допоможуть.
Оскільки біля Ставного не було орних земель ставняни були змушені заготовляти ліс, займатися виробництвом дранки та поташу. Іноді їх виганяли до Ужгорода або Великого Березного на різні роботи, не забезпечивши харчами та транспортом. Після відміни кріпосного права стан у селі не покращився — селянам надано лише одну дев'яту частину всіх земельних угідь села. В другій половині XIX століття у Ставному збудовано лісопильний завод, власниками якого були Грюнвальд, Шіфер та інші. На заводі, поряд з працею чоловіків, широко використовувалась праця жінок і підлітків. Робітники-чоловіки переважно заготовляли ліс, працювали на пилорамах та верстатах, жінки виносили тирсу, підлітки сортували та складали дошки, бруски тощо. Робочий день починався о шостій годині ранку та тривав до дев'ятої години вечора.
Згідно статистичних даних, у Ставному на початку 70-х років XIX століття нараховувалося 88 господарств, яким належало 57 коней, 309 голів великої рогатої худоби, 25 свиней. Із 9686 кадастрових гольдів землі після комасації у 1874 році селянам було надано 1069 гольдів, тобто одну дев'яту всіх земельних угідь села. Селяни одержали найбільш непридатні землі. Ще в 1866 році жителі Ставного та інших 15 верховинських сіл Ужанської жупи просили короля створити спеціальну комісію, яка переглянула б комасацію, виходячи з місцевих умов, адже проведене розмежування землі ставить під загрозу їх існування.
В селі діяла лише початкова школа, заснована ще в 1814 році, яку на початку XX століття відвідувало 114 дітей. Будь-яких форм медичної допомоги в Ставному не було аж до 1918 року.
16 березня 1939 року під час втечі з Закарпаття чеські жандарми розстріляли на пероні станції Ставне місцевих цивільних, убивши 55 осіб.

## Населення
Згідно з переписом УРСР 1989 року чисельність наявного населення села становила 1683 особи, з яких 820 чоловіків та 863 жінки.
За переписом населення України 2001 року в селі мешкало 1615 осіб.

### Мова
Розподіл населення за рідною мовою за даними перепису 2001 року:
| Мова       | Відсоток |
| ---------- | -------- |
| українська | 99,01 %  |
| російська  | 0,68 %   |
| білоруська | 0,06 %   |
| молдовська | 0,06 %   |

## Релігія

### Храм Успіння Пресвятої Богородиці
У 1751 році згадують дерев'яну церкву святого Миколи з трьома дзвонами, прикрашену місцевими старими образами та апостолами на полотні. Згідно з шематизмом 1915 року, дерев'яна церква святого Миколи, збудована у 1778 pоці, згоріла у 1876 pоці, і на тім місці поставили дерев'яну каплицю, що була освячена 1876 року. Місце на кладовищі, де стояла церква, зветься «Під дубом», хоч самого дуба вже нема. Тепер у Ставному — типова мурована базилічна церква, споруджена стараннями вірників та пароха о. Віктора Поповича, що зібрав на будівництво 5000 корон, і посвячена єпископом Юлієм Фірцаком 29 серпня 1906 р. Спочатку фундамент церкви збудували на Куциковій загороді, але там мала пролягти залізниця, тому на прохання фірми, що прокладала залізницю, спорудження церкви перенесли на інше місце (на зарінок). Фірма також подарувала на будівництво 1000 корон, виготовила безплатно план церкви, а також створила комітет із нагляду за будівництвом. Дзвони купили брати Корнутяки у 1885—1887 роках. Тоді ж, як розповідають, брати Іван та Дмитро Фаркаші продали волів і купили для церкви Євангеліє та інші книги. Останній греко-католицький парох Ставного Іван Скиба перебував у концтаборах Воркути у 1949—1956 роках. Великий ремонт у середині 1980-х років проводили куратори Михайло Моняк та Ілько Фаркаш. Потім ремонт зробили у 1995—1996 роках за священика І. Дупина, куратора Василя Ленька, церківника Андрія Цинканича, касира Івана Бирняка. Іконостас, виготовлений різьбярами із Золотарьова, поставили аж у 1993 році і наступного року посвятили. Малювання стін виконав місцевий художник Олексій Варахоба у 1980-х роках. Склепіння розмалювали у 1996 році. Престол відремонтовано у 1998 році коштом вихідця з села Михайла Іваниці, що мешкає в США і 57 років не був у рідному селі.

## Відомі люди
- Сабов Кирило (1838-1914) — закарпатський культурний діяч.
- Наливайко Василь Васильович (1991—2014) — український військовик, солдат Збройних сил України, учасник російсько-української війни.

## Туристичні місця
- Храм Успіння Пресвятої Богородиці.
- Ботанічний заказник місцевого значення Ерташі
- Мінеральні джерела: в урочищі Драбова Млака є маловідоме джерело. Ще є джерела на початку і в кінці села, вони добре обладнані, за ними ведеться спостереження, позаяк воду з них використовують для пиття як мешканці села, так і приїжджі.
- Млини: Ленька Дмитра, Бедя Петра (На Лубенському Потоці і працював від води) і Хити Івана (останній працював до 1950-х років).Ставне і (вдалині) гора Черемха (1130 м)

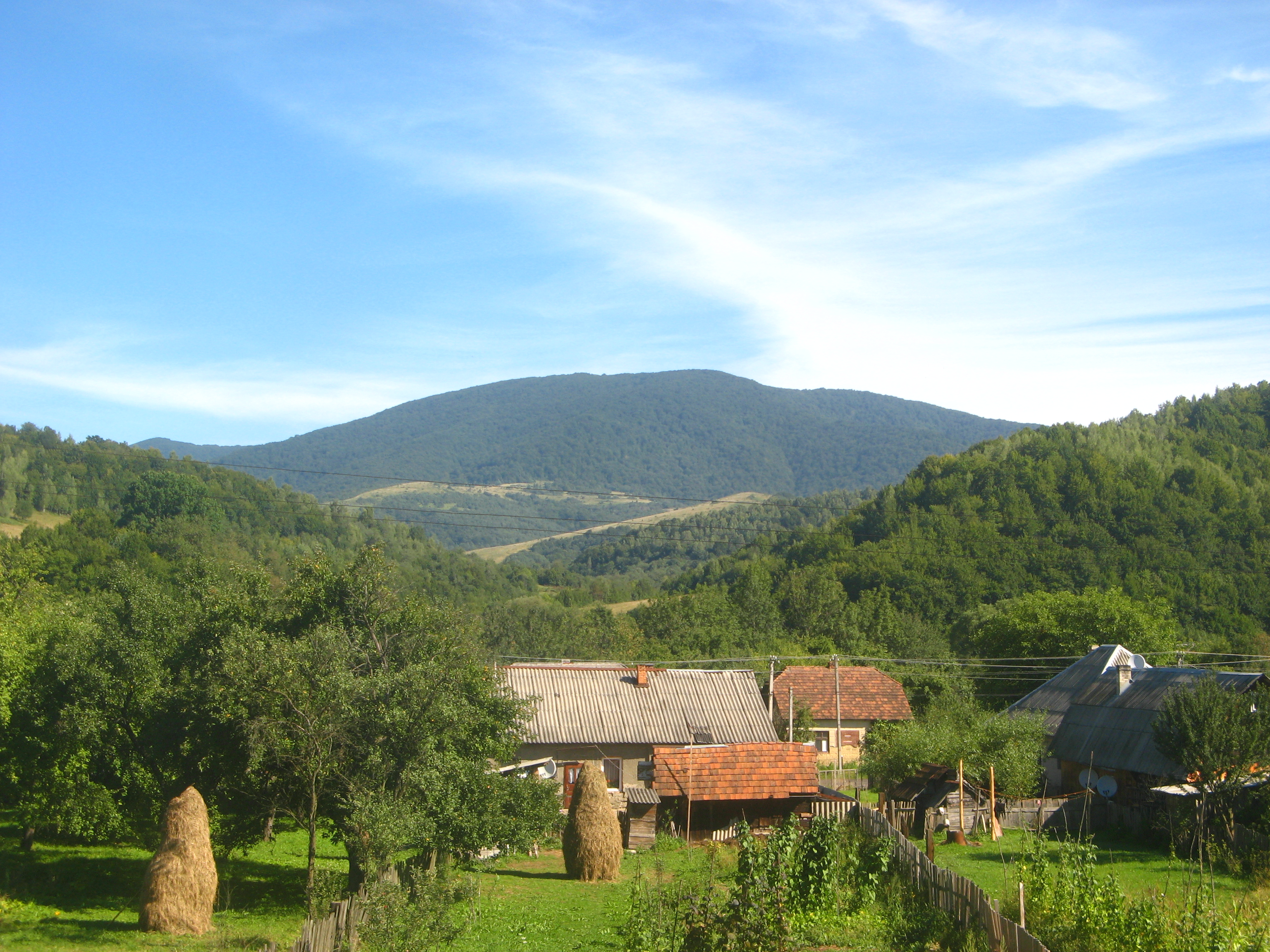
Ставне і (вдалині) гора Черемха (1130 м)